# Elena Bondar
Elena Bondar (6 de noviembre de 1958) es una deportista rumana que compitió en remo.
Participó en los Juegos Olímpicos de Moscú 1980, obteniendo una medalla de bronce en la prueba de ocho con timonel. Ganó una medalla de bronce en el Campeonato Mundial de Remo de 1981.

## Palmarés internacional
| Juegos Olímpicos   | Juegos Olímpicos | Juegos Olímpicos  | Juegos Olímpicos |
| Año                | Lugar            | Medalla           | Prueba           |
| ------------------ | ---------------- | ----------------- | ---------------- |
| 1980               | Moscú (URSS)     | Medalla de bronce | Ocho con timonel |
| Campeonato Mundial |                  |                   |                  |
| Año                | Lugar            | Medalla           | Prueba           |
| 1981               | Múnich (RFA)     | Medalla de bronce | Ocho con timonel |